# Campionati italiani assoluti di ginnastica artistica 2022
I Campionati assoluti di ginnastica artistica 2022 sono stati l'84ª edizione dei Campionati italiani assoluti di ginnastica artistica. Si sono svolti a Napoli, dal 12 al 16 ottobre 2022, presso il PalaVesuvio.

## Riepilogo
A livello femminile, Martina Maggio vince per la prima volta il concorso all-around, dopo i due bronzi del 2020 e del 2021; conquista inoltre il titolo alle parallele, alla trave (per la quarta volta in carriera) e al corpo libero.
Alice D'Amato conquista l'argento nell'all-around e al corpo libero mentre Manila Esposito si laurea campionessa italiana al volteggio, oltre a portare a casa una medaglia d'argento (alla trave) e due medaglie di bronzo (nell'all-around e alle parallele). Giorgia Villa, che non gareggiava su tutti gli attrezzi dagli Assoluti dell'anno precedente, si esibisce per la prima volta da allora sul giro completo, solo due settimane dopo aver subito un intervento alla schiena per risolvere il problema alla vertebra che le impediva di gareggiare a volteggio e corpo libero; conclude la gara all-around al quarto posto oltre a vincere l'oro alle parallele a pari merito con Maggio (per la quinta volta in carriera) e il bronzo alla trave. Alessia Guicciardi e Veronica Mandriota vincono le loro prime medaglie a un Assoluto, conquistando rispettivamente l'argento al volteggio e l'argento al corpo libero.

## Programma
- Mercoledì 12: concorso generale femminile (prima giornata)
- Giovedì 13: concorso generale maschile (prima giornata)
- Venerdì 14: concorso generale femminile (seconda giornata)
- Sabato 15: concorso generale maschile (seconda giornata)
- Domenica 16: finali di specialità

## Partecipanti

### Ginnastica artistica femminile
| Nº | Ginnasta            | Società             | VT | P.Asim. | Tr. | C.L. |
| -- | ------------------- | ------------------- | -- | ------- | --- | ---- |
| 1  | Caterina Cereghetti | Ginnastica Riccione | ●  | ●       | ●   | ●    |
| 2  | Alice D'Amato       | Fiamme Oro          | ●  | ●       | ●   | ●    |
| 3  | Manila Esposito     | Gin Civitavecchia   | ●  | ●       | ●   | ●    |
| 4  | Alessia Guicciardi  | AG Biancoverde      | ●  | ●       | ●   | ●    |
| 5  | Carolina James      | AG Biancoverde      | ●  | ●       | ●   | ●    |
| 6  | Giorgia Leone       | Brixia              |    | ●       |     |      |
| 7  | Martina Maggio      | Fiamme Oro          | ●  | ●       | ●   | ●    |
| 8  | Veronica Mandriota  | Brixia              | ●  | ●       | ●   | ●    |
| 9  | Letizia Saronni     | Ginnastica Bollate  | ●  | ●       | ●   | ●    |
| 10 | Giorgia Villa       | Fiamme Oro          | ●  | ●       | ●   | ●    |

## Podi
| Evento                 | Oro                          | Punti          | Argento                          | Punti          | Bronzo           | Punti          |
| Podio maschile         | Podio maschile               | Podio maschile | Podio maschile                   | Podio maschile | Podio maschile   | Podio maschile |
| ---------------------- | ---------------------------- | -------------- | -------------------------------- | -------------- | ---------------- | -------------- |
| Concorso individuale   | Yumin Abbadini               | 162,000        | Lorenzo Minh Casali              | 161,600        | Nicola Bartolini | 161,200        |
| Corpo libero           | Nicola Bartolini             | 14,300         | Lorenzo Minh Casali              | 13,450         | Umberto Zurlini  | 13,400         |
| Cavallo con maniglie   | Edoardo De Rosa              | 14,500         | Andrea Canazza                   | 14,300         | Yumin Abbadini   | 14,000         |
| Anelli                 | Salvatore Maresca            | 14,900         | Marco Sarrugerio                 | 14,350         | Marco Lodadio    | 14,000         |
| Volteggio              | Niccolò Vannucchi            | 14,475         | Thomas Grasso                    | 14,450         | Matteo Levantesi | 14,150         |
| Parallele simmetriche  | Mario Macchiati              | 14,500         | Matteo Levantesi                 | 14,150         | Marco Sarrugerio | 14,100         |
| Sbarra                 | Yumin Abbadini               | 14,050         | Lorenzo Bonicelli                | 13,850         | Carlo Macchini   | 13,800         |
| Podio femminile        |                              |                |                                  |                |                  |                |
| Concorso individuale   | Martina Maggio               | 111,350        | Alice D'Amato                    | 111,250        | Manila Esposito  | 108,500        |
| Volteggio              | Manila Esposito              | 13,300         | Alessia Guicciardi               | 12,575         |                  |                |
| Parallele asimmetriche | Martina Maggio Giorgia Villa | 14,400         |                                  |                | Manila Esposito  | 14,300         |
| Trave                  | Martina Maggio               | 14,500         | Manila Esposito                  | 13,650         | Giorgia Villa    | 13,350         |
| Corpo libero           | Martina Maggio               | 14,000         | Veronica Mandriota Alice D'Amato | 13,400         |                  |                |